# Initiative d'excellence
Pour les articles homonymes, voir IDEX.
Les initiatives d’excellence sont une partie des « investissements d'avenir », programmes d'investissement de l'État français dont le but est de créer en France des ensembles pluridisciplinaires d'enseignement supérieur et de recherche qui soient de rang mondial.
Une vingtaine de sites font partie des IDEX (pour Initiative D'EXcellence) ou I-SITE (pour Initiative Science-Innovation-Territoires-Économie), dont certains en période probatoire ou interrompue. La différence entre IDEX et I-SITE réside sur la largeur et l'excellence du spectre de chaque projet. Cette différence est précisée dans chaque appel à projets :
- « Les IDEX sont des universités de recherche de rayonnement mondial disposant d’une puissance et d’un impact scientifique de tout premier plan dans de larges champs de la connaissance. »
- « Les I-SITE (Initiative-Science-Innovation-Territoires-Economie), quant à eux apparus pour le PIA 2, sont des universités qui valorisent des atouts scientifiques thématiques plus concentrés, distinctifs, reconnus sur le plan international, et qui en font un levier d’entraînement et un point d’appui de leur stratégie de développement et de partenariat avec le monde économique. »

## Historique

### PIA 1
Engagés par la loi de finances rectificative du 9 mars 2010, les investissements d’avenir (« PIA ») consacrent 7,7 G€ aux initiatives d’excellence, ce qui en fait de loin l’action la plus importante. Les Initiatives d’excellence sont sélectionnées par un jury international après un appel à projets. Cette méthode avait déjà été utilisée pour le Plan campus en 2008.
Les dix-sept projets sont déposés en janvier 2011. Les trois premiers lauréats sont connus en juillet : Bordeaux, Strasbourg et Paris Sciences Lettres. En février 2012, François Fillon annonce les cinq initiatives retenues lors de la seconde vague : Sorbonne universités, Sorbonne Paris Cité, Saclay, Aix-Marseille et Toulouse. Le Premier ministre a également indiqué qu’un accompagnement des projets d'Hésam et de Lyon serait mis en place par le ministre de l’Enseignement supérieur et le Commissaire général à l'investissement (CGI). Les dotations sont annoncées quelques jours plus tard, et il apparaît que le total représente 6,35 G€ au lieu des 7,7 G€ initialement annoncés, ce qui s'explique par un redéploiement des fonds sur les Labex et les Idefi (Initiative d’excellence en formations innovantes). De plus les dotations destinées aux Labex des initiatives d’excellence sont financées sur les dotations des Idex. En avril 2016, à l’issue de la période probatoire et un examen par le même jury qu’en 2011, trois Idex ont été confirmés (Aix-Marseille, Strasbourg, Bordeaux), trois (Saclay, Paris Sciences Lettre et Sorbonne universités) ont vu leur période probatoire renouvelée et deux ont été interrompues, (Toulouse et Sorbonne Paris Cité). En conséquence de l'interruption pour Toulouse et Sorbonne Paris Cité, les deux tiers de l'argent alloué est retiré, et déposent à nouveau leur dossier un an après l'interruption.

### PIA 2
Après l’élection présidentielle de 2012, des syndicats demandent l’arrêt du programme, dénonçant la destruction du service public d’enseignement supérieur, et le déséquilibre territorial. Ce n’est pas l’intention du nouveau gouvernement, qui lance un second programme d’investissement d’avenir (« PIA2 ») où 3,1 G€ sont prévus pour sélectionner de nouvelles initiatives d’excellence, et des Initiatives Science-Innovation-Territoires-Économie (I-SITE). L’appel à projets, clos en janvier 2015, a permis l’examen de vingt projets, dont sept initiatives d’excellence et treize I-SITE. Le jury chargé de la sélection est le même que pour le premier programme. Le 22 janvier 2016, les projets sélectionnés à l’issue de la première vague sont ceux des universités Côte d’Azur et Grenoble Alpes (catégorie IDEX) et Bourgogne Franche Comté et Lorraine (catégorie I-SITE). Le 24 février 2017, sept lauréats ont été ajoutés : l’université de Lyon (dans la catégorie IDEX) et les universités de Clermont-Ferrand, Lille, Montpellier, Nantes, Paris Est, Paris Seine et Pau (dans la catégorie I-SITE). La dotation finale non consommable de chacune des Initiatives sélectionnées au PIA2 est annoncée le 10 mars 2017. Finalement, l'IDEX de l'université de Lyon est annulée le 29 octobre 2020 par le Ministère.

## Liste des 9 IdEx
Les Initiatives d’excellence sélectionnées au premier programme d’investissement d’avenir sont listées dans le tableau suivant. L’engagement total sur les onze projets représente 161 M€ de dotations consommables et 6 688 M€ de dotations non consommables, ce sont les intérêts associés à ces donations qui sont versés bi-annuellement aux porteurs de projet. Fin juillet 2014, 667,2 M€ ont été décaissés. Selon la Cour des comptes et le Commissariat général à l'investissement, les intérêts cumulés entre 2010 et 2020 représentent 2 046 M€. Au terme du programme des investissements d’avenir, il est prévu que ces dotations pourront être transférées aux porteurs de projets.
La structuration des sites étant un élément important des initiatives d’excellence, les projets retenus étaient souvent des pôles de recherche et d'enseignement supérieur (PRES), ayant soit un statut d’Établissement public de coopération scientifique (EPCS) soit de Fondation de coopération scientifique (FCS). Les pôles de recherche et d'enseignement supérieur sont devenus des communautés d’universités et établissements (ComUE) selon la loi relative à l'enseignement supérieur et à la recherche de juillet 2013.
Les mutations des sites sont surveillées, et par exemple, le retrait de l’université Panthéon-Assas du pôle de recherche et d'enseignement supérieur Sorbonne-Universités a demandé des ajustements en conséquence (baisse de la dotation non consommable de 900 M€ à 800 M€ avec réexamen éventuel en fonction de l’évolution de la situation). Des désaccords sont également apparus à Toulouse, et Saint-Étienne.

### IdEx PIA 1
| Établissement porteur                                                                                  | Nom | Dotation attribuée en 2012 | Suites |
| --- | --- | -------------------------- | --- |
| Université d'Aix-Marseille (PRES-EPCS puis université réunifiée)                                       | Aix-Marseille Initiative d'excellence : Interdisciplinarité pour l'excellence d'Aix-Marseille (A*MIDEX) | 750 M€                     | 2016 : Idex confirmée |
| Université Paris-Saclay (FCS puis Comue, puis université réunifiée)                                    | Campus Plateau de Saclay (CPS)                                                                          | 950 M€                     | 2016 et 2018 : Période probatoire renouvelée 2020 : Idex confirmée                                                            |
| Université de Bordeaux (PRES-EPCS puis université réunifiée)                                           | Initiative d'excellence de l’université de Bordeaux                                                     | 700 M€                     | 2016 : Idex confirmée |
| Université de recherche Paris Sciences et Lettres (PRES-FCS et EPCS dédié puis Comue, puis université) | Paris Sciences et Lettres étoile : rendons possible le nécessaire (PSL*)                                | 750 M€                     | 2016 et 2018 : Période probatoire renouvelée 2020 : Idex confirmée                                                            |
| Université Paris-Cité                                                                                  | Sorbonne Paris-Cité                                                                                     | 800 M€                     | 2016 : Idex interrompue 2017 : Dépôt d'un nouveau dossier autorisé 2018 : Période probatoire renouvelée 2022 : Idex confirmée |
| Sorbonne Université (PRES-FCS puis Comue)                                                              | Sorbonne Universités à Paris pour l'Enseignement et la Recherche (SUPER)                                | 900 M€                     | 2016 : Période probatoire renouvelée 2018 : Idex confirmée                                                                    |
| Université de Strasbourg (université réunifiée)                                                        | Université de Strasbourg : par delà les frontières, l'université de Strasbourg (UNISTRA)                | 750 M€                     | 2016 : Idex confirmée |

### IdEx PIA 2
| Établissement porteur                             | Nom                                                                      | Dotation attribuée en 2017 | Suites                |
| ------------------------------------------------- | ------------------------------------------------------------------------ | -------------------------- | --------------------- |
| Université Côte d'Azur (Comue puis université)    | Université Côte d’Azur Joint, Excellent and Dynamic Initiative (UCAJEDI) | 500 M€                     | 2021 : Idex confirmée |
| Université Grenoble-Alpes (Comue puis université) | UGA                                                                      | 800 M€                     | 2021 : Idex confirmée |

### IdEx annulée
| Établissement porteur                                                | Nom                                      | Suites                                                                                    |
| -------------------------------------------------------------------- | ---------------------------------------- | ----------------------------------------------------------------------------------------- |
| Université fédérale de Toulouse-Midi-Pyrénées (PRES-EPCS puis Comue) | Toulouse initiative d'excellence (UNITI) | 2016 : Idex interrompue 2017 : autorisée à déposer un nouveau dossier 2018 : Idex annulée |
| Université de Lyon (Comue)                                           | IDEX Lyon                                | 2020 : Idex annulée                                                                       |

## Liste des 8 I-SITE
| Établissement porteur                               | Nom                                        | Dotation attribuée en 2017 | Suites                  |
| --------------------------------------------------- | ------------------------------------------ | -------------------------- | ----------------------- |
| Université de Lorraine (Université réunifiée)       | Lorraine Université d’Excellence (LUE)     | 330 M€                     | 2022 : I-SITE confirmée |
| Université de Lille (Université réunifiée)          | I-SITE ULNE (Université Lille Nord-Europe) | 500 M€                     | 2022 : I-SITE confirmée |
| Université Clermont-Auvergne (Université réunifiée) | CAP 2025                                   | 330 M€                     | 2022 : I-SITE confirmée |
| Université Gustave-Eiffel (Université réunifiée)    | FUTURE                                     | 280 M€                     | 2022 : I-SITE confirmée |
| Université de Pau et des pays de l'Adour            | E2S                                        | 190 M€                     | 2022 : I-SITE confirmée |
| Université de Montpellier (Université réunifiée)    | MUSE                                       | 550 M€                     | 2022 : I-SITE confirmée |
| Nantes Université                                   | NExT                                       | 330 M€                     | 2022 : I-SITE confirmée |
| CY Cergy Paris Université                           | Paris Seine Initiative                     | 280 M€                     | 2022 : I-SITE confirmée |